# Palacio de los Luna (Daroca)
El palacio de los Luna se encuentra en Daroca (Zaragoza, España) es una construcción entre medianerías, con planta en forma de U y realizada en su mayor parte en ladrillo, fruto de varias transformaciones por parte de sus sucesivos propietarios, que siempre le dieron un uso residencial.
A pesar de las modificaciones, aún se conserva parte del palacio construido por los Martínez de Luna a finales del siglo XIV, principalmente los muros maestros, varias techumbres de madera y algunos elementos decorativos, sobre todo yeserías. 
Actualmente se encuentra dividido en dos viviendas particulares en torno al patio central del siglo XVI, al margen de los comercios de la planta baja. 
La fachada, que da a la calle Mayor, presenta apertura de vanos de puertas y ventanas pertenecientes a muy distintas épocas y un voladizo, que sustenta el piso noble, a base de modillones de proa con tabicas pintadas al temple con motivos heráldicos.
En el patio existe otro voladizo similar, pero sin decoración pintada, además de varias ventanas enmarcadas por alfiz, algunas ajimezadas y con caireles, realizadas en yeso y un alero bastante pronunciado.
En el interior de este piso noble destaca la presencia de varios alfarjes con canes tallados y tabicas pintadas con motivos vegetales y heráldicos (entre los que se distingue el del Papa Luna), además de algunas hojas de puertas y marcos de ventanas de clara raigambre mudéjar.

## Enlaces de interés
- Wikimedia Commons alberga una categoría multimedia sobre Palacio de los Luna.

- Datos: Q29349303
- Multimedia: Palacio de los Luna (Daroca) / Q29349303